# Фиброзни хамартом у детињству
Фиброзни хамартом у детињству (ФХД) је редак, доброћудни тумор субкутиса и доњег дермиса, који се обично јавља у прве две године живота. Деведесет један проценат тумора се јавља у првој години живота. Хистогенеза ФХД је нејасна. Клинички ток је обично бенигни и прогноза је одлична. Физичке карактеристике поткожне масе код детета могу указивати на малигни процес; међутим, ФХД треба да буде укључен у диференцијалну дијагнозу. Прогноза ФХД је одлична са локалном хируршком ексцизијом и ретко се понавља.

## Диференцијална дијагноза
Имајући у виду физичке карактеристике поткожне масе код детета, које могу указивати на малигни процес, ФХД би требало да буде укључен у диференцијалну дијагнозу, код свих поткожних отока новорођенчеди који укључује доброчудне и злоћудне туморе меког ткива као што су:
- епидермоидна циста,

- понављајући дигитални фиброзни тумор,
- јувенилни апонеуротски фибром,
- јувенилна хијалинска фиброматоза,
- палмоплантарна фиброматоза,
- хистиоциоцитом,
- дерматофибросаром,
- дерматофибром,
- леиомиосарком
- фибросарком.

## Прогноза
Прогноза ФХД је одлична. Ретко се понавља након потпуне хируршке ексцизије.